# Annette Lareau
Annette Patricia Lareau (1952) es una socióloga que trabaja en la Universidad de Pensilvania.

## Trayectoria
Está graduada por la U. C. Santa Cruz y obtuvo su doctorado en Sociología por la la U. C. Berkeley. Comenzó su carrera en la Universidad del Sur de Illinois en Carbondale y también trabajó como Profesora de Sociología en la Universidad del Temple, Pensilvania, de 1990 a 2005.
Se ha desempeñado como profesora de sociología en la Universidad de Maryland, College Park, y en 2008 se incorporó como profesora de Sociología a la Universidad de Pensilvania, donde es la titular de la cátedra Stanley I. Sheerr. Durante el año escolar 2005-2006 se mudó a Palo Alto, California, para completar una residencia en el Centro de Estudios Avanzados de Ciencias de la Conducta.
Lareau ha sido muy activa con organizaciones tales como la Sociedad Sociológica del Este y la Asociación Americana de Sociología.
Lareau ha completado un extenso trabajo de campo estudiando la vida diaria de los afroamericanos y los europeoamericanos. También se le atribuye la creación del término crianza concertada. Este concepto se refiere a las prácticas de crianza de niños de clase media. Ella dice que esto difiere de los padres de niños en familias de clase trabajadora, que atribuyen gran parte de sus tácticas de crianza de niños a la realización del crecimiento natural.

## Obras
Es autora de Home Advantage: Clase social e intervención parental en la educación primaria (1989), coeditora de Journeys through Ethnography: Realistic Accounts of Fieldwork (1996), y autora de Desigualdades infantiles: clase, raza y vida familiar (2003) . Condujo trabajos de campo entre 1993 y 1995 con niños de 10 y 11 años, y luego los siguió 10 años después cuando los niños tenían 20 y 21 años.

### Desigualdades infantiles

#### Proceso de recopilación de datos
En 1989-1990 observó niños blancos y negros de dos aulas de tercer grado en un pequeño pueblo del medio oeste, Lawrenceville, y entrevistó a las madres, padres y tutores de los niños, así como a los profesionales escolares que trabajan con los niños. Luego, en 1992-1993, recibió una subvención de la Fundación Spencer para estudiar un aula de tercer grado en Lower Richmond, un distrito escolar urbano. Para hacer esto, ella contrató y entrenó a 5 asistentes de investigación en 1993, quienes llevarían a cabo entrevistas en profundidad con las familias. Lareau y su equipo de investigación estudiaron 88 familias afroamericanas y blancas y luego eligieron 12 de las 88 familias para visitas más intensivas. Durante el estudio, visitaron a las 12 familias 20 veces cada una, aproximadamente dos o tres horas cada vez, y las acompañaron en varias salidas y citas. Lareau realizó aproximadamente la mitad de las entrevistas e hizo muchas visitas familiares. Lareau escribió el primer borrador de su libro Desigualdades infantiles (Unequal Childhoods), que completó la primera edición del libro en 2002. Unequal Childhood fue comentado por Malcolm Gladwell en su libro Outliers. Una segunda edición de Unequal Childhoods se publicó en 2011. Lareau agregó más de 100 páginas. Ella rastreó las vidas de los 12 niños cuyas familias fueron observadas hasta la edad adulta. Con Elliot Weininger y Dalton Conley, también informó datos nacionales sobre la participación de los niños en actividades organizadas que confirmaron los hallazgos de su estudio etnográfico.

#### Resultados de la investigación
Desigualdades infantiles (Unequal Childhoods), que explicaba en detalle su investigación y entrevistas con 88 niños y sus padres. Los sujetos incluyeron niños blancos y negros de clase media, clase trabajadora y familias pobres. A través de sus observaciones, descubrió diferencias en los estilos de crianza relacionados con las distinciones de clase. Específicamente, observó cómo las diferentes circunstancias familiares influían en el rendimiento y las interacciones de los niños dentro y fuera de la escuela. Sus hallazgos le permitieron establecer una distinción importante entre los estilos de crianza de los padres de clase trabajadora / pobres y los padres de clase media. En este libro, resalta los beneficios y las deficiencias de criar a los niños a través de la crianza concertada o el crecimiento natural.
La "crianza concertada" es el tipo de crianza que practican los padres de clase media. Esta práctica de crianza consiste en que los padres participan en la organización de las actividades extracurriculares de sus hijos y proporcionan una vida estructurada para sus hijos. Los padres generalmente tienen una mejor educación y tratan de impresionar a su hijo sobre una base diaria. Los padres enseñan a sus hijos cosas que no se enseñan en la escuela que los ayudarán a rendir mejor y obtener mejores calificaciones en las pruebas y, finalmente, a mejorar en la escuela. La principal ventaja de este tipo de crianza es que a los niños se les enseñan lecciones a través de actividades organizadas que los ayudan a prepararse para un trabajo de cuello blanco y los tipos de interacciones que enfrenta un trabajador de cuello blanco. Algunos ejemplos de este tipo de enseñanza de los padres es la participación en el pensamiento crítico, como hacer preguntas desafiantes, el uso de la gramática avanzada y ayudar a una estructura de apoyo familiar más sólida. La principal desventaja del cultivo concertado es que a menudo el niño se aburre fácilmente y no puede entretenerse.
El "crecimiento natural" es el tipo de crianza que practican la clase trabajadora y los padres pobres, y no necesariamente por elección. Están menos involucrados con la estructura de las actividades extraescolares de sus hijos y generalmente tienen menos educación y tiempo para impresionar los valores de sus hijos que les darán una ventaja en la escuela. Este tipo de crianza implica menos actividades organizadas y más tiempo libre para que sus hijos jueguen con otros niños en el vecindario.
El libro Unequal Childhoods incluye descripciones detalladas de sus encuentros y datos organizados de su análisis. Compiló una lista de actividades formales e informales en las que participaban niños específicos, ya fueran de clase media, clase trabajadora o pobres, y si habían solicitado un maestro para sus hijos. También hay información sobre si los padres conocían o no a personas implicadas en la educación de sus hijos como son psicólogos, médicos, abogados o maestros. El libro contiene una gran cantidad de citas, historias de sus experiencias mientras observa, y conexiones que explican por qué los niños en particular pueden actuar de cierta manera. Cada capítulo es un análisis en profundidad de una familia diferente, en relación con la situación específica que rodea al niño y cómo ha afectado su vida. De todas sus observaciones y análisis, Lareau concluye que los diferentes tipos de crianza tienen más que ver con la clase que con la raza. A través de su investigación, ha descubierto que las formas de crianza de la clase media perpetúan la desigualdad debido a las ventajas que tienen los niños a través de la participación en actividades extracurriculares, la participación en el pensamiento crítico y la resolución de problemas. Estas prácticas de más participación de los padres son lo que perpetúa las desigualdades de una generación a la siguiente. Lareau enfatiza la importancia de que los padres participen en la vida de sus hijos y habla de cómo los niños de clase media se benefician al tener un sentido de derecho y la práctica de acceder a recursos escasos. También enfatiza la importancia de la alfabetización como un factor importante en el éxito de un niño.

### Otras obras
En 2014, Annette Lareau publicó Choosing Homes, Choosing Schools, que editó con Kimberly Goyette. El libro fue publicado por la Fundación Russell Sage. El libro informa sobre los resultados de una serie de estudios sobre cómo las decisiones residenciales facilitan el mantenimiento de la desigualdad social. En la contraportada del libro, Sean Reardon, profesor de Sociología y Educación de la Universidad Stanford, calificó el libro como "imprescindible" para los sociólogos urbanos y los responsables de la política educativa interesados en comprender la desigualdad, la segregación y las oportunidades educativas estadounidenses modernas".

## Premios
Lareau ha ganado varios premios a lo largo de su carrera. Su primer libro, Home Advantage, ganó el Premio de Sociología de la Educación otorgado por Scholarship of the American Sociological Association. Este libro también ganó el premio AESA Critics Choice de la Asociación Estadounidense de Estudios Educativos. Para su libro Unequal Childhoods, ganó el Premio al Mejor Libro de la Sección de Sociología de la Cultura, así como el Premio William J. Goode a la Mejor Contribución a la Sociología Familiar, ambos de la Asociación Americana de Sociología. Annette Lareau fue presidenta de la American Sociological Association entre 2013 y 2014.